# Northfield (New Jersey)
Northfield város az USA New Jersey államában,  Atlantic megyében. Lakosainak száma 8434 fő (2020. április 1.).

## Népesség
A település népességének változása:

| 2010 | 8 624 |
| 2020 | 8 434 |